# قاسم رضایی (نماینده)
قاسم رضایی (۱۳۰۴ – ۱۳۹۳) سرمایه‌دار و سیاستمدار دورهٔ پهلوی و معاون نخست‌وزیر و رئیس سازمان جلب سیاحان در کابینه اول و دوم امیرعباس هویدا بود.
رضایی نمایندهٔ حوزه انتخابیه سبزوار در دوره نوزدهم مجلس شورای ملی بود.
رضایی در خرداد ۱۳۹۳ درگذشت.